# Machadocara
Machadocara este un gen de păianjeni din familia Linyphiidae.
Cladograma conform Catalogue of Life:
| Machadocara | \| \| Machadocara dubia \| \| \| \| \| \| Machadocara gongylioides \| \| \| \| |
|             | \| \| Machadocara dubia \| \| \| \| \| \| Machadocara gongylioides \| \| \| \| |
|             | Machadocara dubia                                                              |
|             |                                                                                |
|             | Machadocara gongylioides                                                       |
|             |                                                                                |